# Позе, Хайнц
Рудольф Хайнц Позе (нем. Rudolf Heinz Pose; 10 апреля 1905, Кёнигсберг — 13 ноября 1975, Дрезден) — немецкий физик-ядерщик.
Один из пионеров в области ядерных исследований, после окончания Второй Мировой войны был захвачен и добровольно-принудительно под присмотром НКВД начал работать в СССР, возглавив вновь организованную в 1946 году лабораторию (ныне Физико-энергетический институт) в Обнинске. В 1950 году переведен на работу в Сухуми, в 1957 году — в Объединённом институте ядерных исследований в Дубне. Вернулся в ГДР в 1959 году, где возглавил институт ядерной физики в Дрезденском техническом университете.

## Образование
Рудольф Хайнц Позе родился 10 апреля 1905 года в Кёнигсберге.
Изучал физику, математику и химию в университете Кёнигсберга, в Людвиг-Максимилиан университете Мюнхена, в Гёттингенском университете, в Университете Галле. В 1928 году в Галле защитил докторскую диссертацию под руководством Нобелевского лауреата проф. Густава Герца.

## Научная карьера
1928—1934 годы — ассистент проф. физики Герхарда Хоффмана (Gerhard Hoffmann, занимается пионерскими исследованиями в области ядерных реакций, изучая ядерные превращения алюминия при облучении альфа-частицами. Им был впервые показано наличие дискретных энергетических уровней в ядрах, а также описан эффект резонансной трансформации в ядерных процессах. В 1934 году он получает контракт на преподавание атомной физики, продолжает работы по ядерным реакциям на «лёгких» ядрах, в 1939 году получает место адъюнкт-профессора в Галле.

## Организации
В ноябре 1933 году вступает в штурмовые отряды (СА), 1 мая 1937 принят в партию НСДАП.

## Работа в СССР
По окончании Второй мировой войны Хайнц Позе был арестован НКВД и добровольно-принудительно под присмотром НКВД начал работать в СССР. Из воспоминаний переводчика с немецкого на объекте «В»:

18 февраля 1946 года из Германии была вывезена семья профессора Хайнца Позе — жена Луиза и пятеро детей (два сына и три дочери, младшей из которых, Зигрид, было всего три или четыре года) и поселена на даче бывшего наркома Ягоды. Дача находилась рядом с посёлком Озёры Одинцовского района. Отсюда 5 марта 1946 года профессор Позе выезжал в командировку в Германию, где вместе с генералом Кравченко и майором Качкачяном проводил поиск и подбор специалистов, оборудования и расходных материалов для создаваемого научно-исследовательского центра по ядерным вопросам.
Вернувшись в Москву 17 августа, профессор Позе 20 августа перевез свою семью с этой дачи на объект «В». В конце августа и в сентябре 1946 году на объект была доставлена первая группа немецких ученых и специалистов, подобранных лично Х. Позе во время своей командировки. Вскоре на станцию Обнинское стали приходить эшелоны с имуществом этих переселенцев, с материалами и оборудованием для работы объекта. Разгрузкой этих эшелонов и занимались мы, офицеры и служащие штаба объекта.

Заодно с его помощью было вывезено необходимое оборудование различного типа с заводов АЕГ, фирмы Шотт Йена и фирмы Мансфельд, находящихся советской оккупационной зоне.
Среди прибывших были учёные-физики: Карл-Фридрих Вайсс, Эрнст Рексер, Вернер Чулиус, Хельмут Шефферс, Ханс-Юрген фон Эрцен, Карл Ренкер, Вольфганг Буркхардт и другие. Было организовано 8 лабораторий:
- Хайнца Позе — по ядерным процессам;
- Вернера Чулиуса (Werner Czulius) — по ядерным реакторам;
- Вальтера Германна (Walter Herrmann) — по изучению отдельных проблем ядерного распада;
- Вестмайера (Westmayer) — по систематике ядерных реакций;
- проф. Карл-Фридрих Вайсс (Carl Friedrich Weiss) — по изучению искусственной радиоактивности;
- Шмидта (Schmidt) — по развитию методологии ядерных измерений;
- проф. Эрнста Рексера (Ernst Rexer) — по прикладной ядерной физике;
- Ганса Юргена фон Эрцен (Hans Jürgen von Oertzen) — по изучению циклотрона и проблемы высоких напряжений.

После первого успешного испытания взрыва атомной бомбы в 1949 году они были фактически почти отстранены от дальнейших исследований.
Из Постановления СМ СССР № 2857-1145cc/ от 1 июля 1950 года «О работе научно-исследовательских институтов Первого главного управления при Совете Министров СССР»

II. О работе Лаборатории «В»
5. Назначить директором Лаборатории «В» доктора физико-математических наук Блохинцева Д. И.
6. Возложить на Лабораторию «В»:
а) разработку для энергетической установки, в соответствии с Постановлением Совета Министров СССР от 16 мая с.г., конструкции высокотемпературного кристаллизатора на увлажненном олове с окисью алюминия в качестве тормозного устройства5 и расплавленным металлом или неоном в качестве охладителя.
(Основные исполнители: проф. Лейпунский, проф. Позе, инж. Шолкович, доктор Чулиус);
б) изучение новых материалов для кристаллизаторов:
изучение алюминия и окиси алюминия в качестве тормозного устройства;
изучение сплавов олова с другими металлами для изготовления тепловыделяющих элементов;
подбор и испытание жидких металлов и сплавов для охлаждения кристаллизаторов, а также подбор коррозионно-устойчивых по отношению к ним материалов.
(Основные исполнители: доктор Виртц, инж. Тиме, доктор Рексер, доктор Крюгер, доктор Барони);
в) исследования возможности расширенного воспроизводства специальных веществ, в том числе выполнение теоретических и экспериментальных работ, связанных с разработкой кристаллизаторов на быстрых и промежуточных нулевых точках6.
(Основные исполнители: проф. Лейпунский, проф. Блохинцев);
г) разработку новых типов электронной аппаратуры для ядерных исследований.
(Основные исполнители: доктор Шинтельмейстер, инж. Шмидт).

C 1957 года по 1959 работал в Объединённом институте ядерных исследований в Дубне.

## Возвращение в Германию
По возвращении в Германию (ГДР) в 1959 году возглавил институт ядерной физики в Дрезденском техническом университете.

## Семья
Жена — Луиза Артуровна Позе (род 17.08.1908, умерла 28.03.2000).
Пять детей — Герлинд, Рудольф, Бербель, Дитрих и Зигрид.
Сын — Рудольф Гейнцевич Позе (род. 25.08.1934) — физик-ядерщик.

## Награды
- 1943 — Крест Военных заслуг (Германия) 2-й степени[3]

## Внутренние сообщения
- F. Berkei, W. Borrmann, W. Czulius, Kurt Diebner, Georg Hartwig, K. H. Höcker, W. Herrmann, H. Pose, Ernst Rexer, Bericht über einen Würfelversuch mit Uranoxyd und Paraffin (dated before 26 November 1942). G-125.[4][5]
- Heinz Pose, Ernst Rexer, Versuche mit verschiedenen geometrischen Anordnungen von Uranoxyd und Paraffin (12 October 1943). G-240.[5]

## Избранные публикации
- Heinz Pose Experimentelle Untersuchungen über die Diffusion langsamer Elektronen in Edelgasen Zeitschrift für Physik, Volume 52, Issue 5-6, 428—447 (1929)
- Heinz Pose Messung einzelner Korpuskularstrahlen bei Anwesenheit intensiver Gamma — Strahlen, Zschr. Physik Volume 102, Numbers 5 & 6, 379—407 (1936)
- Rudolph H. Pose, Воспоминания об Обнинске, в книге: «Наука и общество: История советского атомного проекта (40-е — 50-е годы)», Международный симпозиум ИСАП-96, Дубна, 14-18 мая 1996 года / Гл. ред. Е. П. Велихов. — М.: «ИздАТ», Том 2. 1999.
- Heinz Pose, Einführung in die Physik des Atomkerns, Deutscher Verlag der Wissenschaften, 1971.